# Die grosse Macht des kleinen Schninkel
Die grosse Macht des kleinen Schninkel (Le grand pouvoir du Chninkel) ist ein zwischen 1986 und 1987 erschienener dreiteiliger frankobelgischer Comic.

## Handlung
Auf dem Planeten Daar herrscht seit ewigen Zeiten Krieg zwischen den drei Unsterblichen. Zu den Bewohnern dieser Welt gehören die Schninkel, die als Sklaven gehalten werden. Als der Schninkel J’on eine tödliche Schlacht überlebt, erscheint ihm U’n, der Herrscher der Welt, der ihm die Aufgabe überträgt, die Welt innerhalb einer gewissen Zeit zu befrieden und vor der endgültigen Vernichtung zu bewahren.
Er rettet die Schninkel G’wel vor einer Vergewaltigung und gemeinsam reisen sie nach Mag Mel, einem Riesenbaum, wo die Seherin Volga die Mission für J’on verkündet, nämlich die drei verfeindeten Unsterblichen zu vereinen und somit den Frieden wieder herzustellen. J’on wird jedoch gefangen genommen und zum Tode verurteilt. Der rachsüchtige Gott U’n jedoch vernichtet alles Leben mit Ausnahme einiger Pelz-Tawals, die viele tausende Jahre später wieder den Planeten bevölkern.

## Hintergrund
Grzegorz Rosiński setzte die von Jean Van Hamme geschriebene Geschichte in schwarzweißen Zeichnungen um. Für die später entstandene Farbversion war die Koloristin Graza verantwortlich.

## Veröffentlichungen
Die Geschichte erschien in den Jahren 1986 bis 1987 in (A suivre). Zuerst brachte Casterman das gesamte Werk in einer einzigen Ausgabe heraus und veröffentlichte später eine farbige Version in drei Teilen. Im deutschen Sprachraum wurden die Gesamtausgabe sowie die drei Einzelbände von Carlsen veröffentlicht. Im März 2015 erschien im Splitter Verlag eine Gesamtausgabe.